# موعظه سر کوه

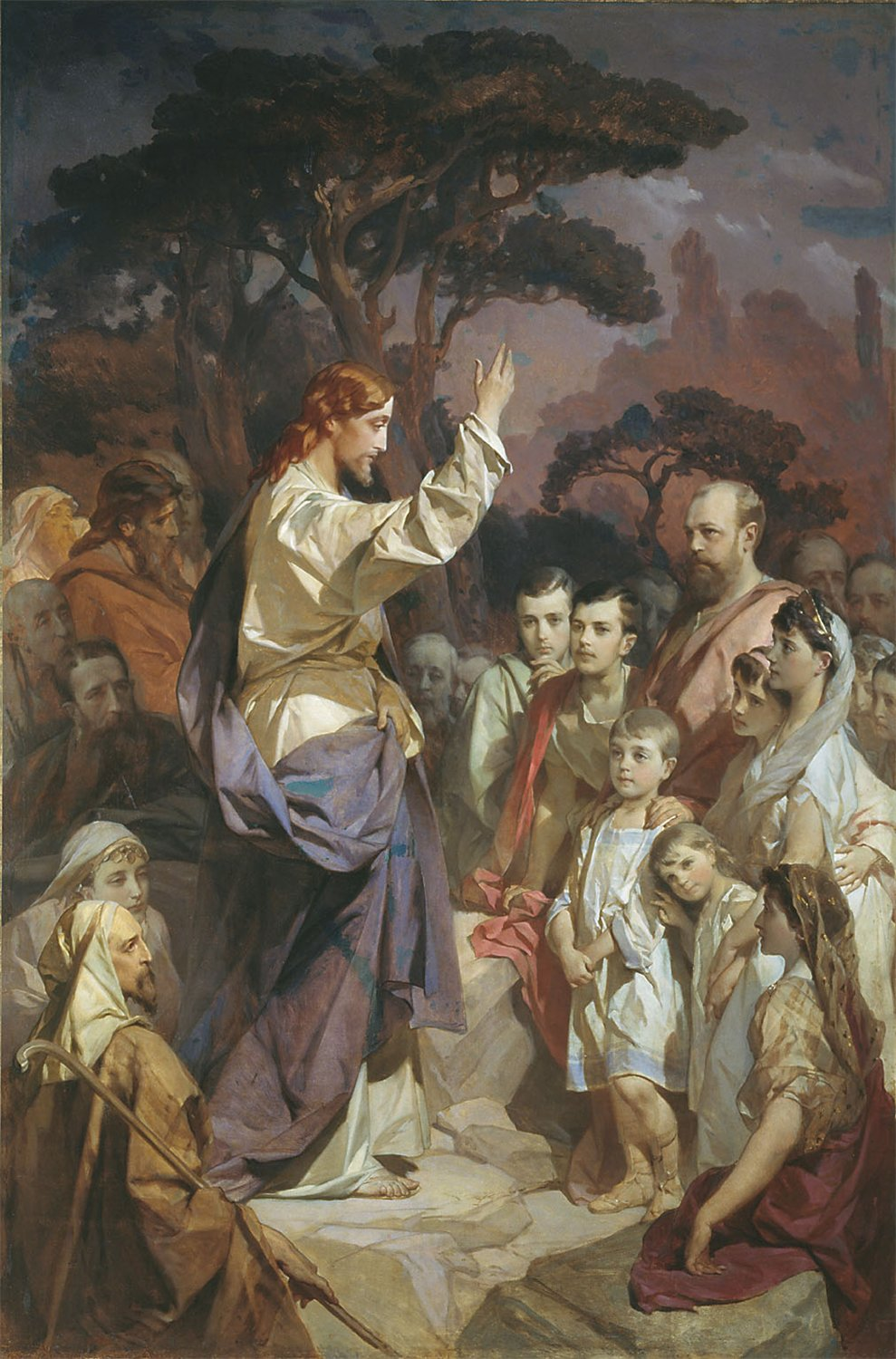
موعظهٔ سر کوه عیسی.

موعظۀ سر کوه، یکی از معروفترین بخش‌های انجیل و آموزه‌ها و سخنانی است که عیسی مسیح بر فراز یکی از کوه‌های اطراف شهر جلیل معروف به کوه زیتون خطاب به شاگردان خود و گروه بسیاری از مرد و زن و پیر و جوان از تمام یهودیه و اورشلیم که کنار ساحل صور و صیدون به مشایعت او آمده بودند، بیان نمود. موعظۀ سر کوه برای تاریخ‌نویسان در طول سده‌های پس از آغاز جریان انتشار مسیحیت، اهمیت بالایی داشته و دارد زیرا چندین مورد از آموزه‌های اصلی مسیحیت را شامل می‌شود.
عیسی در این موعظه در بخشی که به نام خوشاگویی‌ها معروف است، ویژگی آنانی را که به گفتۀ او از اهالی پادشاهی خدا خواهند بود توضیح می‌دهد.